# Sally Kinghorn
Sally Kinghorn (* 1952 in Dumfries, Schottland) ist eine britische Schauspielerin und Synchronsprecherin.

## Leben
Sally Kinghorn wuchs zunächst in Tain auf und besuchte dann im Süden Schottlands die Schule und das College. Danach ging sie nach Glasgow, 1980 dann nach London.
Sie wirkte als Voiceover-Künstlerin an zahlreichen oscarprämierten Filmen mit und gilt als die Schottin mit den meisten Voiceover-Rollen. Zudem spielte sie Nebenrollen in vielen Filmen und Fernsehserien. In dem britischen Fernsehfilm The Caledonian Cascade (1977) übernahm sie eine Hauptrolle.
Kinghorn hat drei Kinder mit Alex Norton, mit dem sie seit dem 17. Dezember 2000 verheiratet ist.

## Filmografie (Auswahl)
- 1973: Die Herren von Hermiston (Fernsehserie, 2 Episoden)
- 1974: Late Night Drama (Fernsehserie, Folge 1x07 On the Sixth Day)
- 1974: Markheim
- 1975: Die Ritter der Kokosnuß
- 1975: The Five Red Herrings (Fernsehserie, 2 Episoden)
- 1976: The Flight of the Heron (Fernsehserie, Folge 1x03)
- 1977: The Caledonian Cascade
- 1978: Die Blütezeit der Miss Jean Brodie (Fernsehserie, Folge 1x03 Sandy and Jenny)
- 1978–1980: Leave It to Charlie (Fernsehserie, 25 Episoden)
- 1980: The Lost Tribe (Fernsehserie, Folge 1x03 Pack Up Your Tsitsis)
- 1981: Lady Killers (Fernsehserie, Folge 2x06 Make It a Double)
- 1981: Strangers (Fernsehserie, Folge 4x03 A Dear Green Place)
- 1983: Crystal Spirit: Orwell on Jura
- 1984: Reise nach Indien
- 1985: Die Touristenfalle
- 1985: The Winning Streak (Fernsehserie, 3 Episoden)
- 1987: Das vierte Protokoll
- 1989: Zwei seriöse Damen in Dublin (Fernsehserie, Folge 1x01)
- 1992: Salz auf unserer Haut (Stimme)
- 1993: Lovejoy (Fernsehserie, Folge 4x12 Taking the Pledge)
- 1996: Bimbels Zaubereimer (Zeichentrickserie, Stimme)
- 1996: A Mug's Game (Fernsehserie, Folge 1x04)
- 1996: Inspektor Wexford ermittelt (Fernsehserie, 2 Episoden)
- 1996: Taggart (Fernsehserie, Folge 13x01 Dead Man's Chest)
- 1997: Das kleine häßliche Entlein (Stimme)
- 1998–2000: Renford Rejects (Fernsehserie, 6 Episoden)
- 2001: Verrat auf Leben und Tod
- 2002: Späte Jungs (Fernsehserie, Folge 1x07 Four of a Kind)
- 2002: Monarch of the Glen (Fernsehserie, Folge 4x05)
- 2012: Merida – Legende der Highlands (Stimme)